# Droits d'enregistrement (Belgique)
 (décembre 2018).
Les droits d'enregistrement sont les formalités qui consistent à présenter un acte à une administration fiscale, l'administration de l'enregistrement.

## La double fonction de l'enregistrement
L'enregistrement a une double fonction : civile et fiscale.

### Fonction civile
L'enregistrement d'un acte lui donne date certaine, mais ne couvre pas les vices qu'il recèlerait.

### Fonction fiscale
Les droits d'enregistrement sont une branche du droit fiscal belge.
Lors de leur enregistrement, certains actes sont taxés à un droit proportionnel ou fixe. C'est cette fonction qui est la plus connue et probablement la plus importante en pratique.
Après avoir exposé les principes généraux de l'enregistrement et l'influence de la fédéralisation, nous étudierons les différents actes qui peuvent ou doivent être soumis à la formalité de l'enregistrement ainsi que la taxation qui leur sera appliquée.

## Actes devant ou pouvant être soumis à l'enregistrement
L'article 19 du code des droits d'enregistrement dispose que :
Doivent être enregistrés dans les délais fixés par l'article 32 :
1° les actes des notaires ; les exploits et procès-verbaux des huissiers de justice ; les arrêts et jugements des cours et tribunaux qui contiennent des dispositions assujetties par le présent titre à un droit proportionnel ;
2° les actes translatifs ou déclaratifs de propriété ou d'usufruit d'immeubles situés en Belgique ;
3° les actes portant bail, sous-bail ou cession de bail d'immeubles situés en Belgique ;
4° les procès-verbaux de vente publique d'objets mobiliers corporels ;
5° les actes contenant apport de biens à des sociétés possédant la personnalité juridique et qui ont soit leur siège de direction effective en Belgique, soit leur siège statutaire en Belgique et leur siège de direction effective hors du territoire des États membres de la Communauté économique européenne ;
6° (abrogé)
7° (abrogé)
Sauf en ce qui concerne les nos 2, 3, 5 et 7, le présent article ne vise que les actes passés en Belgique. 
Seuls les actes doivent être présentés à l'enregistrement et donc être frappés d'un droit.
Une façon d'y échapper est de ne pas rédiger d'écrit. Un bail verbal, par exemple, échappe au droit d'enregistrement. À côté des inconvénients sur le plan civil, un bail verbal a donc un net avantage sur le plan fiscal. 
Cette remarque doit être doublement nuancée :
- certains contrats ne sont valables que s'ils sont constatés par écrit. C'est le cas du bail de résidence principale de courte durée ou de plus de neuf ans, par exemple ;
- l'article 33 impose la déclaration de toute convention, même verbale, portant transfert de propriété de bien immeuble en Belgique.

Les autres actes peuvent, mais ne doivent pas, être présentés à l'enregistrement. Les hypothèques ou les donations par exemple. Une nuance doit être apportée: une donation (sauf les donations manuelles) ou une hypothèque n'est possible que via acte notarié qui, lui, est obligatoirement enregistrable.

### L'administration de l'enregistrement n'est pas juge de la validité des actes
Elle enregistre les actes qui à première vue sont valables. Ainsi, un acte de vente qui n'est pas signé par la partie venderesse est nul. Présenté à l'enregistrement, il sera enregistré et le droit dû sera prélevé. L'enregistrement d'un acte ne couvre donc absolument pas ses vices éventuels.

### Les modalités d'un acte ne suspendent pas l'exigibilité des droits
Un acte sous condition résolutoire ou terme suspensif ou résolutoire doit tout de même être enregistré dans le délai prescrit.
Seule la condition suspensive suspend l'exigibilité du droit. Le délai pour l'enregistrement commence à courir du jour de la réalisation de la conditions suspensive.

## Fédéralisation
Seuls les taux des droits d'enregistrement sur les ventes et les donations sont une compétence régionale.
L'Administration de l'enregistrement reste une administration fédérale dépendant du SPF Finance. Ainsi, un notaire wallon, résidant à Arlon, qui recevrait un acte de vente d'un appartement dans la commune flamande d'Ostende doit soumettre son acte au bureau de l'enregistrement d'Arlon qui devra appliquer une taxation au regard de la législation flamande.

## Les actes notariaux
Tous les actes signés par un notaire doivent être présentés à l'enregistrement. Ils le sont au taux fixé pour leur type d'acte (un bail au taux des baux, une vente au taux des ventes). Le notaire doit exécuter cette obligation dans les quinze jours de la signature de l'acte sous peine d'une amende égale à 1 % du droit dû.

## Les actes translatifs et déclaratifs de droits immobiliers
Le siège de la matière se trouve aux articles 44 et suivants du Code des Droits d'Enregistrement. 
La matière étant régionalisée, après avoir exposé les principes valables pour les trois Régions, nous examinerons région par région les règles particulières en vigueur. 
La situation du bien indique le droit applicable.

### Principes communs aux trois régions

#### La base de taxation n'est pas le prix mais la valeur vénale
Si, pour une raison ou pour une autre, la partie venderesse a décidé de faire une « fleur » à l'acquéreur en lui cédant son bien en dessous du prix du marché, l'acte doit comporter une clause indiquant la valeur vénale. C'est sur cette valeur que sera perçue la taxation. 
- Exemple : Fabiola désire vendre à son neveu Albert sa maison de Laeken. Bien que le bien vaille 150 000 €, la vente est conclue pour 125 000 €. L'acte déclarera le prix payé et la valeur vénale. Albert sera taxé à 12,5 % sur 150 000 €. Attention, un prix largement au-dessous de la valeur du marché peut constituer une donation indirecte.

- Exemple : approchant de la retraite et fortune faite, Jean-Claude désire vendre son appartement de Charleroi. Il le vend à 30 000 € mais il est stipulé qu'il pourra gratuitement rester dans le bien jusqu'à ce que la villa qu'il se fait construire à Torremolinos soit prête. Base de taxation : le prix (30 000 €) + la valeur de l'occupation postérieure à l'acte. Le prix payé est ici en effet double : en espèce : 30 000 € et en nature : le droit de rester gratuitement dans le bien. L'acte de vente évaluera la valeur de ce droit afin de constituer la base de taxation.

#### La vente avec réserve d'usufruit est taxée comme une vente en pleine propriété, art 48
Pour les notions d'usufruit et nue propriété, voir Droit des biens.
Il est courant que des personnes d'un certain âge désirent vendre leur bien tout en s'en réservant l'usufruit afin de pouvoir y habiter leur vie durant. Il s'agit donc d'une vente de nue propriété. La nue propriété a une valeur inférieure à la pleine propriété vu que le nu-propriétaire ne peut ni occuper le bien ni en percevoir les fruits (loyers). Cette opération est cependant taxée comme une vente de pleine propriété.

#### Évaluation d'un usufruit et, partant de la nue propriété, art 47 et 50
À la différence du cas précédent, la partie venderesse n'est que nu propriétaire et vend sa nue propriété. 
La valeur d'un usufruit dépend de sa durée. S'il est viager, il dépend de l'espérance de vie de l'usufruitier. 
La valeur de l'usufruit est calculée en fonction de tables. 
La valeur de la nue propriété = valeur de la pleine propriété - valeur de l'usufruit.

#### Restitution en cas de revente dans les deux ans, art 212
Les droits payés sont restitués en cas de revente dans les deux ans à concurrence de :
- 36 % à Région bruxelloise ;
- 60 % en Région wallonne ;
- 0 % en Région flamande.(reportabilité)

### Région bruxelloise

#### Règle générale
Le taux de taxation est fixé à 12,5 %. Les petits droits (6 %) n'existent plus à Bruxelles, ni en Flandre d'ailleurs. 

#### Abattement, art. 46bis
L'acquéreur peut cependant bénéficier d'un abattement sous quatre conditions (art 46 bis) :
- ne pas être propriétaire, en pleine propriété et en totalité, d'un autre bien affecté en tout ou en partie au logement et ce au jour de la convention de vente ;
- déclarer remplir la condition visée ci-dessus et ce dans et/ou au pied du document soumis à l'enregistrement ou dans un autre écrit soumis à l'enregistrement. Cette déclaration doit également contenir ce qui suit :
- s'engager à se domicilier dans le bien acquis dans les deux ans s'il s'agit d'une habitation construite et dans les trois ans s'il s'agit d'un appartement sur plan ou en construction,
- s'engager à rester domicilié, dans le bien acquis, pendant une période ininterrompue d'au moins cinq ans, à dater de la domiciliation dans l'immeuble acquis.

Si le bien est acheté à plusieurs, tous les acquéreurs doivent remplir ces conditions. 
Exemple: Laurent et Claire achètent un appartement à Stockel. Claire est déjà propriétaire d'une maison à Wavre. Ils ne peuvent dès lors bénéficier de l'abattement.
La condition de domiciliation doit être bien comprise, l'acquéreur doit se domicilier soit dans les deux ans ou trois ans et, désormais, il doit rester dans le bien acquis pendant une période ininterrompue d'au moins cinq ans ce qui n'était le cas avant, car, jusqu'à l'ordonnance du 22 novembre 2012 entrée en vigueur ce 1er janvier 2013, l'acquéreur devait s'engager à se domicilier dans le bien soit dans les deux ou trois ans selon le cas et rester à Bruxelles pendant cinq ans, dès lors, il pouvait très bien, à l'époque, se domicilier dans le bien et un mois après partir dans un autre bien mais rester à Bruxelles-Capitale et ceci sauf circulaire interne, jurisprudence, etc.
Si les conditions sont remplies, les droits d'enregistrement sont calculés sur (la valeur vénale - 60 000 €). Soit une économie de 12,5 % x 60 000 = 7 500 €. Si le bien se trouve dans des zones à revitaliser (EDRLR), l'abattement est porté à 75 000 €. Soit une économie de 12,5 % x 75 000 = 9 375 €.
L'allègement fiscal n'est pas d'application en cas d'achat d'un terrain à bâtir, ni d'une maison neuve sur plan ou en construction dont seule la valeur du terrain est soumise au droit d'enregistrement proportionnel.
L'acquéreur d'un appartement neuf ou d'une maison nouvellement construite dont seule la valeur du terrain est soumise au droit d'enregistrement proportionnel peuvent quant à eux bénéficier de l'avantage fiscal.

#### Abattement par restitution, art. 212 bis
Si la condition de non propriété n'est pas remplie le jour de l'acte mais l'est dans les deux ans, l'abattement peut être demandé par restitution.
Exemple: Julien et Jeanne se mettent en ménage et achètent un appartement rue de l'Étuve pour 100 000 €. Jeanne est déjà propriétaire d'un appartement rue des Bouchers. Ils ne peuvent donc bénéficier de l'abattement et payent le droit plein (12 500 €) au lieu du droit avec abattement (100 000 € - 60 000 € d'abattement = 40 000 € de base de taxation x 12,5 % = 5 000 € à payer). Dans les deux ans de cette acquisition, Jeanne vend son bien propre. Ils peuvent alors demander la restitution de l'abattement que cette propriété empêchait. Ils retoucheront 7 500 €. 
L'administration de l'Enregistrement est particulièrement lente à opérer ce remboursement. La Cour d'Appel de Bruxelles a admis par un arrêt du 27 avril 2001 la possibilité de mettre l'Administration en demeure de payer, faisant courir à sa charge les intérêts légaux (7 % par an).

### Région flamande

#### Règle générale
Les ventes en Région flamande sont taxées à 12 %.

#### Petits droits
Si le revenu cadastral est inférieur à 745 €, les acquéreurs qui ne sont pas propriétaires sont taxés à 5 % à condition de s'y domicilier (ex. : Julien et Jeanne se mettent en ménage et achètent une maison à Wemmel pour 200 000 €. Jeanne est déjà propriétaire d'un appartement rue des bouchers. Julien payera 5 % sur sa part et Jeanne 10 %.  Aucune restitution de droit n'est prévue en cas de revente à bref délai). 
Le revenu cadastral de 745 € est majoré pour les acquéreurs ayant un ou plusieurs enfants à charge. La fixation du revenu cadastral maximum pour l'obtention des petits droits reste une compétence du gouvernement fédéral fixé par Arrêté Royal.

#### Art. 57
En cas d'acquisition d'un bien en construction, le revenu cadastral une fois les travaux finis est inconnu. Grand principe fiscal: dans le doute on paye un maximum, quitte à régulariser par la suite. Lors de l'acte, un taux de 10 % sera appliqué. Si après achèvement des travaux, il s'avère que le revenu cadastral est inférieur à 745 € et que les acquéreurs remplissent les conditions, la différence sera restituée après requête et beaucoup de patience.

#### Abattement
Le principe est mutatis mutandis le même qu'en Région Bruxelloise. 
Deux différences :
- le montant de l'abattement n'est que de 15 000 €[1].
- L'abattement par restitution n'existe pas.

#### Reportabilité

##### Reportabilité par imputation art 61 ter
Préalable : Le 20 juillet 2006 la Commission européenne a demandé l'abandon de dispositions flamandes relatives au droit d'enregistrement acquittés lors de l'achat d'un logement.
Cela aura l'avantage pratique de mettre fin à une législation dont l'application pouvait être extrêmement complexe, à un point tel que les notaires de la région flamande souhaitaient remplacer ce système par une réduction généralisée du droit à payer (6 %).
Le système critiqué par l'UE est le suivant : les droits d'enregistrement payés lors de l'acquisition en Flandre d'une habitation sont déduits des droits à payer lors de l'acquisition d'une autre habitation toujours en région flamande.
Pour pouvoir bénéficier de la reportabilité, il faut que ces habitations servent de résidence principale aux acquéreurs. Il faut en outre le jour de la seconde acquisition ne plus être propriétaire. Cette condition n'est pas évidente à respecter en principe. 
Exemple : Johnny et Marina ont un flat à Borgerhout. Marina attendant un enfant, ils achètent une maison à Vilvorde. Pour pouvoir bénéficier de la reportabilité, il faut que le jour de l'acte d'acquisition de Vilvorde à ils ne soient plus propriétaire du flat de Borgerhout.

##### Reportabilité par restitution art 212bis
Reprenons l'exemple plus haut mais, le jour de l'acquisition à Vilvoorde les acquéreurs n'ont pas déjà vendu leur flat de Borgerhout. Ils payent donc le droit plein (10 %). 
Dans les deux ans ils revendent leur flat. Ils peuvent, comme pour le 46 bis à Bruxelles, demander la reportabilité par restitution.

### Région wallonne

#### Règle générale
Le législateur wallon n'ayant pas encore modifié cette matière, la Région wallonne est encore soumise à l'ancienne loi Fédérale. 
Le taux est de 12,5 % et aucun abattement n'est prévu.

#### Petits droits
Le système est le même qu'en Flandre. Seule différence, le taux ainsi obtenu est de 6 %.

#### Art. 57
En cas d'acquisition d'un bien en construction, le revenu cadastral une fois les travaux finis est inconnu. Grand principe fiscal : dans le doute on paye un maximum, quitte à régulariser par la suite.  Lors de l'acte, un taux de 12,5 % sera appliqué. Si après achèvement des travaux, il s'avère que le revenu cadastral est inférieur à 745 € et que les acquéreurs remplissent les conditions, la différence sera restituée après requête et beaucoup de patience.

## Les ventes publiques de biens meubles, art. 77 à 80
5 %

## Les baux, art. 83 à 84
0,20 % du total cumulé des loyers et des charges.

## Les constitutions d'hypothèque
1 % du montant de l'inscription hypothécaire.

## Partage
1 % de la valeur totale du bien en cas de sortie totale d'indivision ou de la valeur de la part cédée sinon.
Exemple. Albert décède laissant une maison à Bruxelles et trois enfants: Philippe, Laurent et Asrid.
- Philippe rachète les parts de son frère et de sa sœur. Il payera un pour cent de la valeur totale de la maison.
- Astrid rachète la part de Laurent. Elle ne payera qu'un pour cent sur la valeur de la part de Laurent.

## Les apports en société

### Généralités
Cela a perdu de son importance depuis le premier janvier 2006, date à partir de laquelle les apports en société sont taxés au droit fixe général (25 €).
Pour les notions de droit des sociétés, voir Droit des sociétés en Belgique.

### Particularités concernant les immeubles destinés à l'habitation

#### Apport d'immeuble sis en Belgique destiné à l'habitation
Les apports de biens immeubles destinés pour tout ou partie à l'habitation sont taxés selon les règles en vigueur pour les ventes (supra). Ce qui implique que l'apport en société d'un bien destiné à l'habitation sis à l'étranger ne sera pas taxé. Raisonnement: il s'agit d'un apport d'un bien destiné à l'habitation → application des règles relatives à la vente → la vente d'un bien à l'étranger n'est pas taxée. 

#### Liquidation de société possédant un immeuble destiné à l'habitation

##### Principe
Une telle opération est taxée à 12,5 %. Cette matière étant fédérale, le taux de 12,5 % est également d'application en Flandre. 

##### Exception
L'opération n'est pas taxée à deux conditions : en cas de liquidation d'une société de personne (Sprl principalement), le bien immeuble est attribué à la personne qui l'a apporté à la société ou à une personne qui était associée au moment où la société l'a acquise.

## Les donations

### Introduction
Tant le droit civil que le droit fiscal voient dans les donations une avance sur succession. Les principes et les taux seront donc largement comparables à ceux existants en droits de succession

## Compléments